# Kommunvapen i Litauen
Ett galleri över Litauens nuvarande kommunvapen.

## Alytus län

Alytus stad
Alytus landskommun
Druskininkai kommun
Lazdijai landskommun
Varėna landskommun

## Kaunas län

Birštonas kommun
Jonava landskommun
Kaišiadorys landskommun
Kaunas stad
Kaunas landskommun
Kėdainiai landskommun
Prienai landskommun
Raseiniai landskommun

## Klaipėda län

Klaipėda stad
Klaipėda landskommun
Kretinga landskommun
Neringa kommun
Palanga stad
Šilutė landskommun
Skuodas landskommun

## Marijampolė län

Kalvarija kommun
Kazlų Rūda kommun
Marijampolė kommun
Vilkaviškis landskommun
Šakiai landskommun

## Panevėžys län

Biržai landskommun
Kupiškis landskommun
Panevėžys stad
Panevėžys landskommun
Pasvalys landskommun
Rokiškis landskommun

## Šiauliai län

Akmenė landskommun
Joniškis landskommun
Kelmė landskommun
Pakruojis landskommun
Radviliškis landskommun
Šiauliai stad
Šiauliai landskommun

## Tauragė län län

Jurbarkas landskommun
Pagėgiai kommun
Tauragė landskommun
Šilalė landskommun

## Telšiai län

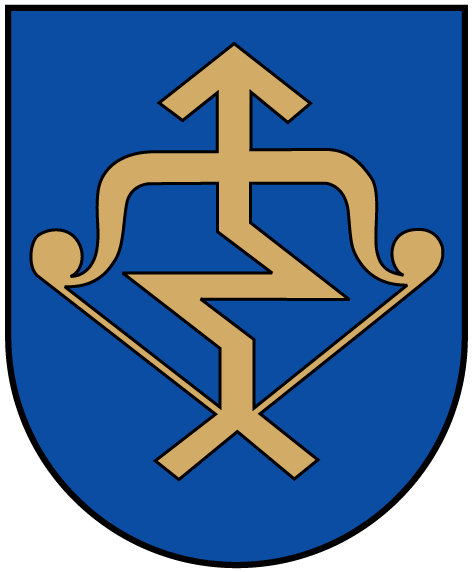
Mažeikiai landskommun
Plungė landskommun
Rietavas kommun
Telšiai landskommun

## Utena län

Anykščiai landskommun
Ignalina landskommun
Molėtai landskommun
Utena landskommun
Visaginas kommun
Zarasai landskommun

## Vilnius län

Elektrėnai kommun
Trakai landskommun
Ukmergė landskommun
Vilnius stad
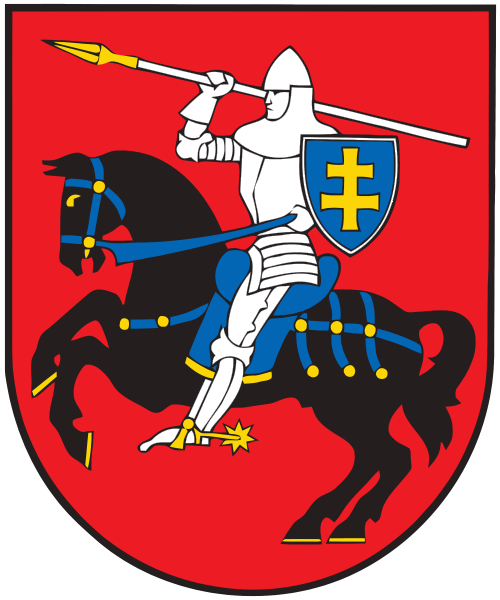
Vilnius landskommun
Šalčininkai landskommun
Širvintos landskommun
Švenčionys landskommun